# Devonský vápenec
Vápenec – CaCO3 (uhličitan vápenatý) vznikl usazováním a postupnou přeměnou vápenitých schránek zemřelých prehistorických vodních živočichů a jejich petrifikací v masivní usazený kámen – horninu – nerost – vápenec v ložisku.

## Historie
Skotský geolog sir Roderick Impey Murchison (1782–1871),  jako jeden z čelných představitelů geologické vědy 19. století, definoval a stanovil staroprvohorní útvar devon. Tento geolog navštívil 9. srpna 1847 Čelechovice na Moravě, kde v doprovodu ruského hraběte A. Kayserlinga a francouzských geologů P. E. P. de Verneuila a J. Barranda ustanovil zdejší charakteristické temné vápencové vrstvy plné korálů do základního definičního souboru devonského útvaru. Devonské vápence se svým vzhledem a faunou skutečně odlišují už na první pohled a Murchison to přesně odhadl a dobře definoval. Vápence byly uloženy v ordovicko-devonském období, v němž převažovala tvorba a ukládání kalcitu. Analogické období je známo pouze z jury-křídy a zcela se liší od aragonitových období v nejmladším proterozoiku až kambriu, karbonu až permu nebo v třetihorách přes čtvrtohory až po dnešek. Tato období lze dobře srovnávat s nejvíce vyhlazenou křivkou změn výšky mořské hladiny v historii Země, a to tak, že kalcitová období se vyznačují dlouhodobě vysokou hladinou moří, aragonitová naopak.

## Vznik
Devonští obyvatelé mořských břehů díky svým larvám okupovali široká pásma kolem celé zeměkoule. Mořské proudy jim umožňovaly přemísťování z jedné mělčiny na druhou. Je známo několik desítek devonských korálových druhů s celosvětovým rozšířením. Tehdy již ani larvy žijící nejdéle (tj. několik týdnů) nedokázaly v proudech přesídlit z ostrova na ostrov. V devonských teplých a špatně prokysličených mořích žilo na dně množství sinic, drobných vláken a chomáčků, které měly vlastnosti a schopnosti bakterií i řas. Vody byly poněkud kyselejší než dnes, protože v nich byl rozpuštěn oxid uhličitý, v atmosféře hojný. Denní výkyvy ve slunečním osvitu, metabolizmus řasových koberců, a tím i konzumace nebo vydechování oxidu uhličitého způsobovaly srážení jemných krystalků vápence. Mnoho jich vznikalo také činností bakterií v dutinkách uloženin. Další drobná zrnka produkovali měkkýši, houby i jiné organizmy rozežírající odumřelé kostřičky korálů. Za bouří se celá pásma vápencových mělčin i pruhy zasahující daleko do otevřených moří naplnila zvířeným vápencovým kalem útesového mléka (v mnohem větší míře, než jak to známe dnes).
Dnešní podrobný výzkum vápenců Moravského krasu také ukazuje, jak neobvykle velké je zde množství jemného zkamenělého vápencového kalu. Ten většinou vlivem tmelení a stálého překrystalovávání karbonátu na mořském dně záhy ztuhl a vytvořil tlusté vrstvy a kupy. Většina zdejších vápenců je tmavě šedá, protože usazeniny nebyly dobře prokysličeny. Mikroorganizmy z těchto uloženin nestačily všechnu organickou hmotu vstřebat a dostat ji znovu do vlastní živé biosféry. Souvisí to s mnoha zvláštnostmi devonského údobí. Devonští koráli byli považováni pouze za prvohorní evoluční záležitost, která neměla pokračování. Dnes jsou však z moří známy formy velmi podobné jak stromatoporám, tak tabulátům, a je velmi pravděpodobné, že jsou přímými příbuznými a snad i pokračovateli těchto dávných skupin. Zvláště stromatopory a chetetidi byli velmi hojní ještě v druhohorách, najdeme je spolu s novodobými šestičetnými korály v jurských vápencích (Stránská skála u Brna). Stromatopory dnes řadíme k mořským houbám – demospongiím. V devonských vápencích můžeme nalézat stále nové organizmy. Jen z každé ze tří hlavních korálotvorných skupin (tabulátů, rugóz a stromatopor) byla již určena skoro stovka druhů. To, co známe jako hojnější zkameněliny, jsou skutečně jen organizmy, které byly dostatečně početné, žily v prostředí vhodném pro dochování, a zároveň vytvářely tkáně umožňující zkamenění (fosilizaci) a nejspíše to bude jen zlomek procenta všech organizmů, které tehdy žily.

## Užití
Vápenec je intenzívně těžen, neboť má mnohostranné využití. Slouží jednak jako štěrk, stavební kámen, zajímavě zbarvené odrůdy jsou žádaným a hledaným dekoračním kamenem. Dominantní a nejefektivnější využití pak nachází ve stavebním průmyslu při výrobě cementu a vápna. V hutnictví je tzv. vysokoprocentní vápenec velmi důležitou struskotvornou přísadou. Další široké využití nachází v chemickém a potravinářském průmyslu. V cukrovarnictví je zdrojem potřebného CO2.

## Zdroje vápence
Zdrojem vápenců v Českém masívu jsou zejména devonské vápence (Barrandien, Moravský kras, Zábřeh (Vitošovský vápenec), Hranice, Mokrá, ad.). Nakupeniny těchto karbonátů z doby před 380–400 miliony let jsou obrovské. V zemské kůře jich je v nepřeměněné nebo překrystalované podobě asi 1,2 milionu km3. Většina moravských devonských vápenců je překryta jinými usazeninami a horninovými celky, které se přesunuly při pohybech zemské kůry. Jen malá část jich vyčnívá na povrch. Severně od Brna, v Moravském krasu nebo na Hané a u Hranic na Moravě vystupují rozlehlejší celky hornin a tvoří jedinečný muzeální relikt historie devonských vápenců. Krasové žleby a rozsáhlé jeskynní trakty skýtají unikátní přehled jednoho z údobí paleozoika. Asi tak bude skutečnost vnímat každý, kdo si bedlivě prohlédne navětralé stěny starých lomů a spatří pozůstatky bohaté korálové zvířeny. 
- V karpatské oblasti je zvláště Slovensko bohaté vápenci triasového a jurského stáří.

## Krasová území
Jsou typovými přírodními útvary vzniklými právě na devonských vápencích.

### Moravský kras
Moravský kras je největší a nejvýznamnější krasovou oblasti České republiky. Je tvořen především vápenci středního devonu až spodního karbonu. Moravský kras vyplňuje střední část Drahanské vrchoviny. Je vyvinut v 3 – 6 km širokém a 25 km dlouhém pruhu devonských vápenců, který se táhne od městských částí Brna – Líšně a Maloměřic, severním směrem ke Sloupu a Holštejnu. Jde o nejrozsáhlejší a nejvíce zkrasovělé území České vysočiny o ploše cca 100 km2. Krasový proces je vázán výlučně na devonské vápence, především lažanecké a vilémovické. Téměř plochý povrch vápencového území o průměrné nadmořské výšce kolem 500 m je mírně ukloněn k jihu. Typickým tvarem reliéfu Moravského krasu jsou zarovnané povrchy neboli plošiny.

### Český kras
Nejblíže Plzni můžeme silurské a devonské horniny pozorovat v jižním okolí Berouna. Asi 17 km dlouhá trasa zahrnuje i největší krasový systém v Čechách - Koněpruské jeskyně, které jsou největším jeskynním systémem v Čechách. Mají mimořádný význam geologický, paleontologický i archeologický. Jeskyně vznikly v nitru vrchu Zlatý kůň působením srážkové vody, prosakující komplexem suchomastských a koněpruských vápenců. Tvoří je systém tří pater a dómů o celkové délce asi 2 km a hloubce 70 m. Jsou poměrně velmi staré, střední patro vápenců vzniklo již ve třetihorách. Prostory modelované korozí jsou zaplněny bloky rozsáhlých závalů a nánosy hlín a jsou vyzdobeny krápníky několika generací.
Na území Prahy zasahují devonské vápence od jihozápadu. U Hlubočep se hlavní synklinorium devonských vrstev uzavírá a na pravý břeh Vltavy zasahují jen menší výskyty odkryté ve vápencových lomech v Podolí a Braníku. Zvláště Branická skála s malebně uloženými mocnými lavicemi kalových vápenců dříve nazývaných branickými (dnes dvorecko prokopské) patří k pražským dominantám a důležitým SZ výběžkům Českého krasu, který zde zasahuje až do Prahy. V okolí Prahy tvoří skalní podklad silurské a zčásti devonské vápence pražské pánve a ordovické jílovité břidlice s vulkanickou příměsí a podřízeně i křídové sedimenty. Silurské vápence jsou většinou velmi čisté se silikátovou příměsí do 10 %, ani dolomity nepřesahují toto procento. Severně od Prahy jsou okrajové sedimenty křídové pánve uloženy jako opuky.
Branická skála je zbytkem mohutného masivu silurských a devonských vápenců, těžených v minulosti v několika lomech. Školní vrch je malou skalní stepí na vápenci, rovněž narušenou malým lomem.

### Podkrkonoší
- Bozkovské dolomitové jeskyně

### Táborsko
- Chýnovská jeskyně (Křemešnická vrchovina)

### Konicko-mladečský devon
- Mladečské jeskyně a Javoříčské jeskyně

Rozvoj krasu v Bouzovské vrchovině (podcelek Zábřežské vrchoviny) a na Třesínském prahu začal již v paleogénu, když zvolna se zahlubující toky počaly vnikat do vápenců "konicko-mladečského devonu" a vytvářet v nich jeskynní soustavy nejvyšší úrovně. Její součást - Kosíř- geomorfologicky se jedná o hrást, což znamená, že vznikl vyzdvižením podle zlomů v zemské kůře. Geologický podklad je velmi různorodý: prekambrické fylity a granodiority, patřící mezi nejstarší horniny Moravy vystupují v okolí Studence a Kaple. Devonské vápence s nálezy zkamenělin (stáří 350 milionů let)  v okolí Čelechovic a Slatinek. Z období karbonu pocházející břidlice, slepence a tzv. kosířské droby, tvořící samotný hřbet Velkého Kosíře patřící rovněž k Zábřežské vrchovině. Zvláštní postavení v rámci devonských sedimentů mají trnávecké břidlice, vystupující v okolí Městečka Trnávky. Tyto fylitické břidlice se zachovalými zbytky střednodevonské fauny spočívají v nadloží hornin zábřežského krystalinika a v podloží tzv. mírovského kulmu, který tvoří pruh flyše SZ od kladeckých fylitů podloží brunovistulika JZ od Mohelnice. Tato část komplexu drobů, slepenců a břidlic se někdy též označuje jako mohelnické souvrství a je kladena rovněž do devonu. Mnozí z geologů je ale považují za součást spodnokarbonského flyše, čemuž by nasvědčovala přítomnost valounů patrně devonských vápenců.

### Jesenicko
- Jeskyně Na Pomezí - Rychlebské hory
- Jeskyně Na Špičáku - Zlatohorská vrchovina

### Hranický kras
- Zbrašovské aragonitové jeskyně + Hranická propast  – (Podbeskydská pahorkatina)

Jedná se o Tortonské příbojové vápence uložené na devonských vápencích hranického paleozoika. Na jihu hranického devonu vystupují jižně od propasti světlé plástevnaté vápence zejména u Černotína (lom u  Černotína).
Původní devonské vápence byly v teplém třetihorním klimatu denudovány a vytvořily se takzvané mogoty - izolované hory. V neogénu proniklo na toto území moře a tyto hory se ztratily pod jílovitými uloženinami. Jeskynní systémy v této oblasti jsou vázány na korozivní účinky minerálních vod vystupujících z hlubin systémem puklin vzniklých v době alpinského vrásnění.
Hranická propast je na nejaktivnější puklině a byla rozpouštěna odzdola minerální vodou, a tak její hloubka bude kopírovat mocnost vápenců tj. asi 900 m.Klasické propasti vznikají borcením stropů dutin a nemohou být takto hluboké.
Celá oblast hranického paleozoika se rozpadá na několik příčných ker oddělených od sebe většinou synsedimentárně fungujícími dislokacemi směru SZ-JV. Jednotlivé kry jsou rozděleny přesmyky a liší se od sebe svým stratigrafickým vývojem v závislosti na rychlosti jejich subsidence.

### Pálava
- Jeskyně Na Turoldu – Mikulovská vrchovina